# Dorstenia conceptionis
Dorstenia conceptionis là một loài thực vật có hoa trong họ Moraceae. Loài này được Carauta mô tả khoa học đầu tiên năm 1974.